# Markus Schneider (Journalist)
Markus Schneider (* 9. Februar 1960) ist ein Schweizer Journalist und Buchautor.

## Leben
Er schrieb vor allem für Die Weltwoche über Politik und Wirtschaft. Sein Weissbuch 2004 war ein Bestseller. Im Zentrum stand die Forderung nach einer Flat Tax für die Schweiz.
Zusammen mit den beiden Art-Direktoren Wendelin Hess und Beat Müller gründete er den Echtzeit Verlag mit Sitz in Basel.
Im Sommer 2007 erlitt Schneider nach einer Herzoperation zwei Hirnschläge. Über diese Erfahrungen schrieb er das Buch Grimassenherz.
Inzwischen ist er wieder als freier Journalist und Co-Verleger des Echtzeit Verlags aktiv.

## Auszeichnungen
- 2003: Georg von Holtzbrinck Preis für Wirtschaftspublizistik
- 2004: Zürcher Journalistenpreis
- 2005: Wirtschaftsjournalist des Jahres, ausgezeichnet durch die Zeitschrift Schweizer Journalist
- 2008: Medienpreis für Finanzjournalisten

## Werke
- Weissbuch 2004. Weltwoche Verlag, Zürich 2003, ISBN 3-905682-00-1
- Idée Suisse, Weltwoche Verlag, Zürich 2004, ISBN 3-905682-01-X
- Klassenwechsel, Echtzeit Verlag, Basel 2007, ISBN 978-3-905800-01-2
- Grimassenherz, Echtzeit Verlag, Basel 2009 ISBN 978-3-905800-25-8
- Die Surbeks, Verlag Scheidegger & Spiess, Zürich 2014 ISBN 978-3-85881-441-8